# Tipula pensilis
Tipula pensilis är en tvåvingeart som beskrevs av Alexander 1971. Tipula pensilis ingår i släktet Tipula och familjen storharkrankar. Inga underarter finns listade i Catalogue of Life.